# William Noble Andrews

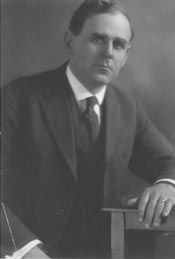
William Noble Andrews

William Noble Andrews (* 13. November 1876 in Hurlock, Dorchester County, Maryland; † 27. Dezember 1937 in Cambridge, Maryland) war ein US-amerikanischer Politiker. Zwischen 1919 und 1921 vertrat er den Bundesstaat Maryland im US-Repräsentantenhaus.

## Werdegang
William Andrews besuchte die öffentlichen Schulen seiner Heimat sowie das Dixon College. Im Jahr 1898 absolvierte er das Wesley Collegiate Institute in Dover (Delaware). Nach einem anschließenden Jurastudium an der University of Maryland in Baltimore und seiner 1903 erfolgten Zulassung als Rechtsanwalt begann er in Cambridge in diesem Beruf zu arbeiten. Zwischen 1904 und 1911 war er Staatsanwalt im Dorchester County. Gleichzeitig schlug er als Mitglied der Republikanischen Partei eine politische Laufbahn ein. 1914 wurde er in das Abgeordnetenhaus von Maryland gewählt; in den Jahren 1918 und 1919 gehörte er dem Staatssenat an.
Bei den Kongresswahlen des Jahres 1918 wurde Andrews im ersten Wahlbezirk von Maryland in das US-Repräsentantenhaus in Washington, D.C. gewählt, wo er am 4. März 1919 die Nachfolge von Jesse Price antrat. Da er im Jahr 1920 dem Demokraten Thomas Alan Goldsborough unterlag, konnte er bis zum 3. März 1921 nur eine Legislaturperiode im Kongress absolvieren. In den Jahren 1919 und 1920 wurden der 18. und der 19. Verfassungszusatz ratifiziert. Dabei ging es um das Verbot des Handels mit alkoholischen Getränken sowie die bundesweite Einführung des Frauenwahlrechts.
Nach dem Ende seiner Zeit im US-Repräsentantenhaus praktizierte William Andrews wieder als Anwalt in Cambridge. Dort ist er am 27. Dezember 1937 auch verstorben.